# Brenda Atkinson
Pour les articles homonymes, voir Atkinson.
Brenda Atkinson, née le 27 décembre 1955 à Bradford, est une coureuse cycliste professionnelle britannique.

## Palmarès sur route
- 1978
  -  Championne de Grande-Bretagne sur route
  - 11e de la course en ligne des championnats du monde de cyclisme sur route 1978
- 1979
  -  Championne de Grande-Bretagne sur route
- 1980
  - 3e des championnats de Grande-Bretagne de cyclisme sur route
- 1982
  -  Championne de Grande-Bretagne sur route

## Palmarès sur piste

### Championnats internationaux
- 1978
  - 7e des championnats du monde de vitesse

### Championnats nationaux
- 1976
  - 3e de la vitesse
- 1977
  - 3e de la vitesse
- 1978
  -  Championne de vitesse
  - 2e de la poursuite
- 1979
  -  Championne de vitesse
  -  Championne de poursuite
- 1980
  -  Championne de vitesse
- 1981
  - 2e de la vitesse